# Девичье (озеро, Беларусь)
Деви́чье (бел. Дзяво́чае) — озеро в Лепельском районе Витебской области в бассейне реки Туровлянка (приток Западной Двины). Принадлежит к группе Ушачских озёр.
Площадь поверхности озера 0,51 км², длина 1,15 км, наибольшая ширина 0,52 км. Наибольшая глубина достигает 17,5 м. Длина береговой линии 3,93 км, площадь водосбора — 4,14 км², объём воды — 3,58 млн м³.
Озеро расположено в 20 км к северо-востоку от города Лепель. На северо-восточном берегу озера находится деревня Двор-Поречье, к северо-западному берегу выходит окраина агрогородка Камень. Километром южнее проходит магистраль М3. В озеро впадает ручей, вытекает протока в озеро Черосово, которое в свою очередь связано протокой с озером Островно, из которого вытекает река Дива (Туровлянка). Озеро имеет форму близкую к округлой, на северном и южном берегу в него вдаются два полуострова, островов нет.
Склоны котловины высотой 6-10 м (на юге и юго-востоке 11-20 м), заросли кустарником, местами в верхней части распаханы. Берега низкие, местами сливаются со склонами. Дно песчаное до глубины 2-3 м, ниже илистое. Надводная растительность образует полосу шириной до 35 м.